# Маншино (Московская область)
Маншино — деревня в Дмитровском районе Московской области, в составе сельского поселения Куликовское. Население — 7 чел. (2010). До 2006 года Маншино входило в состав Зареченского сельского округа.

## Расположение
Деревня расположена на северо-западе района, примерно в 24 км к северо-западу от Дмитрова, на одном из ручьёв бассейна реки Яхромы, высота центра над уровнем моря 131 м. Ближайшие населённые пункты — Быково на юго-востоке, Борцово на юго-западе и Караваево на северо-западе.

## Население
| 2002 | 2006 | 2010 |
| ---- | ---- | ---- |
| 11   | →11  | ↘7   |